# Petr Pokorný (teolog)
Petr Pokorný (21. dubna 1933 Brno – 18. ledna 2020) byl český evangelický teolog, filozof, biblista-novozákoník, historik, vysokoškolský pedagog, v letech 1996–1999 děkan Evangelické teologické fakulty Univerzity Karlovy, spoluzakladatel a v letech 1998–2010 ředitel Centra biblických studií AV ČR a UK v Praze.

## Životopis
Ke studiu teologie jej přivedl starší kolega Ctirad Novák, který byl jeho rádcem v evangelickém skautském oddílu v Brně. Petr Pokorný pak studoval teologii a řečtinu v Praze, později trimestr v Oxfordu, část semestru v Bonnu a v Ženevě, do roku 1967 působil jako evangelický farář v Praze, roku 1963 získal titul ThDr., roku 1967 se habilitoval, 1968 CSc., 1993 DrSc. (řecká literatura), 1967–1968 docent Nového zákona na univerzitě v Greifswaldu. Od roku 1968 (1972 profesor) působil na Evangelické teologické fakultě v Praze (1990 inkorporované do UK), v letech 1996–1999 byl jejím děkanem. Účastnil se expedice Nag Hammádí III (Egypt) s Claremont Graduate School, CA (patronace UNESCO). Archeologickou praxi absolvoval v Jordánsku a v Izraeli. Působil jako hostující profesor nebo research fellow v Tübingenu (1988–1989, 1995–1996 a 2000), v Pittsburghu (1986 a 1992), v Princetonu (2003–2004 a 2006) a v Heidelbergu (2010). V roce 2005 strávil část semestru v Petrohradě, jaro 2005 v Tesalonice a Athénách. Přednášel na více než 40 univerzitách ve dvanácti zemích Evropy a v USA.
V letech 1994–95 byl prezidentem mezinárodní oborové vědecké organizace Studiorum Novi Testamenti Societas, v letech 1992–1996 předsedou Scholarly forum překladatelského výboru Spojených biblických společností, získal čestné doktoráty (Dr. h. c.) v Bonnu (1998) a Budapešti (2000). V roce 1995 získal Humboldtovu cenu za celoživotní dílo, v roce 1999 cenu ministra školství za výzkum. V roce 2003 byl oceněn zlatou medailí UK a oborovou medailí Josefa Dobrovského AV ČR. V roce 2005 byl vyznamenán medailí za zásluhy 2. stupně. Byl zahraničním členem Akademie věd v Göttingen (1998) a řádným členem Učené společnosti ČR (od 2002, pro období 2012–2014 předseda).

## Dílo

### Pracovní zaměření
Ve svém díle se zaměřil především na dějiny synoptické tradice a na deuteropavlovské listy, dále na raně křesťanskou teologii v jejím později hlavním proudu i v křesťanské heterodoxii (počátky gnóze, koptské spisy z Nag Hammádí), poté na bádání o Ježíšovi (spoluzakladatel Princeton –Prague – Biennale for Jesus Research /od r. 2005/). V letech 1961–1985 pracoval v týmu pro Český ekumenický překlad Bible).

### Monografie
- Die Entstehung der Christologie, 1985 /vyšlo 2× německy, 2× anglicky, česky Vznik christologie, 1988 /
- Literární a teologický úvod do Nového zákona, 1993.
- Theologie der lukanischen Schriften /FRLANT 174/, 1998 /český výtah Vznešený Teofile! (vyd. Mlyn, 1998)/
- Jesus in the Eyes of His Followers /Dead Sea Scrolls and Christian Origins Library 4, 1998/
- Ježíš Nazaretský. Historický obraz a jeho interpretace, 2005, vyd. OIKOYMENH/
- Hermeneutika jako teorie porozumění, 2005 /Vyšehrad/ /2. a 3. část se spolupracovníky, anglicky (Hermeneutics as a Theory of Understanding) /jen 1. část/, 2011, předhovor James H. Charlesworth))
- Komentáře k raně křesťanským spisům (evangelium podle Marka (1975, 1982; ČEK 2: 2015); listu ke Koloským (něm. 1987, 1990. angl. 1991); List Efezským (ČEK 10, vyd. ČBS, 2005); Tomášovo evangelium (překlad s výkladem), 1981, 1982; A Commentary on the Gospel of Thomas, 2009, 2011)
- Einleitung in das Neue Testament s U. Heckelem /UTB 2798/, 2007, ruský 2012, český (Úvod do Nového zákona, Vyšehrad. 2013)
- From the Gospel to the Gospels (de Gruyter, 2013)
- Bibelauslegung als Theologie (Mohr Siebeck 1997). Sborník prací Petra Pokorného a J. B. Součka
- Od Ježíše k teologii. Studie a texty 12 (2008/1) Soubor studií z novozákonní biblistiky – sebrané stati Petra Pokorného z posledních let.
- Jesus in Geschichte und Bekenntnis (Mohr Siebeck, 2016) – Soubor studií
- Od evangelia k evangeliím (Academia 2016) – český překlad knihy From the Gospel to the Gospels
- podílel se na vydání svazků raně křesťanských textů překlady z řečtiny a koptštiny, pro edici pseudepigrafů Starého zákona přeložil v sylabotónickém hexametru židovské Sibylliny knihy)
- napsal mnoho článků a kapitol do odborných periodik, sborníků a učebnic

### Populárně vědecké práce
- Píseň o perle, 1986, 1998
- Perspektiva víry (s Josefem Veselým, 1992)
- Řecké dědictví v Orientu 1993
- Apoštolské vyznání, 1994
- Co nevíš o Bibli. Úvod do studia Starého a Nového zákona, spolu s M. Bičem, 1997
- Den se přiblížil, 2007, esej o základním smyslu křesťanství a o jeho dějinné situaci. Doslov L. Karfíková.
- Má to smysl. Rozhovory nad Biblí, 2012, spolu s P. Vaďurou

### Sbírka povídek
- A poslední budou první, 2001

### Příspěvky do oborových naučných slovníků
- TRE (Theologische Realenzyklopädie): Pseudepigrafie;
- RGG (Religion in Geschichte und Gegenwart, angl. Religion Past and Present) vč. angl. verze: Jesus Christus I.2 aj./)

## Rodina
Roku 1961 se oženil s Věrou roz. Kellerovou (1939–2016), 1969 PhDr. u prof. Bohodara Dosužkova. V roce 1972 musela kvůli manželovu povolání opustit Karlovu univerzitu, pracovala v psychologickém poradenství, v roce 1990 byla rehabilitována, studovala u prof. Reuvena Feuersteina v Jeruzalémě, 1997 se habilitovala. V letech 1998 až 2009 působila jako docentka dětské psychologie na UK, od 2009 je předsedkyní společnosti COGITO. Z manželství se narodily čtyři děti.